# Disorientamento
Il disorientamento in psichiatria si definisce come la perdita di conscio mentale relativo alla percezione spazio-temporale. Chi ne soffre non è in grado di capire e identificare in modo chiaro il tempo e il luogo reali in cui si trova.
Il disorientamento spazio-temporale è un sintomo di demenza, ma potrebbe essere anche un effetto conseguente a un incidente o a un trauma cranico.
Esistono forme specifiche di disorientamento spaziale che sono conseguenza di patologie neurologiche ("disorientamento topografico") o di disturbi dello sviluppo ("disorientamento topografico evolutivo").

## Disorientamento topografico
Descritto fin dalla seconda metà dell'Ottocento, il disorientamento topografico è la perdita delle capacità di orientamento e navigazione ambientale in conseguenza di danni cerebrali focali (ictus, tumori, traumi cranici, etc.).Le persone che ne sono colpite non sono più in grado di orientarsi in ambienti familiari, di seguire percorsi noti, di riconoscere luoghi ed edifici del proprio ambiente quotidiano e/o di apprendere nuovi ambienti e percorsi. Sebbene compaia spesso in forma isolata, a volte si accompagna ad altri disturbi come amnesia globale o eminegligenza spaziale unilaterale, ed è caratteristicamente presente nei pazienti affetti da neglect immaginativo, che consiste nell'incapacità di rievocare e visualizzare la parte sinistra di luoghi o di oggetti.
Il disorientamento topografico compare anche in conseguenza di patologie neurodegenerative, come ila malattia di Alzheimer, nella quale episodi di disorientamento possono costituire il primo sintomo. 

## Disorientamento topografico evolutivo
Viene definito disorientamento topografico evolutivo (DTE) il mancato sviluppo in un individuo della capacità di orientarsi e navigare nell'ambiente, dovuto a malformazioni cerebrali congenite o malattie neurologiche e traumi cranici occorsi prima che lo sviluppo di queste capacità fosse completo, ma anche in individui con patologie genetiche, come la sindrome di Williams, o altri disordini dello sviluppo.
Recentemente, però, sono stati stati descritti casi di DTE in individui che non presentano alcuna patologia, né disturbo dello sviluppo (https://spatialcognitionlab.com/disorientamento-topografico/) e uno studio epidemiologico ha mostrato che DTE è presente nel 3% della popolazione non affetta da danni neurologici, disordini di origine generica o malattie psichiatriche o neurologiche. In alcuni casi si può accompagnare a disturbi specifici dello sviluppo della capacità di riconoscimento dei volti (prosopoagnosia evolutiva o congenita), ma nella maggior parte dei casi è presente in forma isolata.  Queste persone presentano difficoltà di gravità diversa e che coinvolgono aspetti diversi dei processi di orientamento spaziale e navigazione ambientale, che vanno da un difficoltà ad apprendete luoghi e percorsi, a difficoltà a valutare distanze e direzioni lungo un percorso appreso correttamente, all'impossibilità di elaborare una rappresentazione dell'ambiente e di apprendere le sequenze di punti di riferimento lungo un percorso.